# 4158-as busz
A 4158-as jelzésű autóbuszvonal Ózd és Farkaslyuk között húzódó helyközi vonal, amelyet a Volánbusz Zrt. üzemeltet.

## Útvonala
Az ózdi autóbusz-állomásról indul. A Munkás úton indul el Farkaslyuk irányába, útvonalát a Pázmány úton folytatja, majd a vonal 3. kilométerénél a szomszédos községben, Farkaslyukon tartózkodik. A belterületén található általános iskolánál elhelyezkedő Vájár út a vonal végállomása.

## Közlekedése
Indításszáma alacsony, a két települést számos másik járat köti össze, de célpontosan ezen kívül a 4101-es busz szolgálja ki a mindössze 10 percnyi utat, a városi kórház mindenkori érintésével.
Csatlakozást biztosít:
- Ózd, autóbusz-állomás – autóbuszos Miskolc felé/felől (3770-es busz).

| Viszonylat                            | Indításszám     | Közlekedési rend          |
| ------------------------------------- | --------------- | ------------------------- |
| Ózd, aut. áll. – Farkaslyuk, Vájár út | 4 oda, 5 vissza | tanítási napokon          |
| Ózd, aut. áll. – Farkaslyuk, Vájár út | 5 oda, 6 vissza | tanszünetben munkanapokon |
| Ózd, aut. áll. – Farkaslyuk, Vájár út | 5 pár           | szabadnapokon             |
| Ózd, aut. áll. – Farkaslyuk, Vájár út | 1 oda, 3 vissza | munkaszüneti napokon      |

## Megállóhelyei
| 0 | Ózd, autóbusz-állomás végállomás                                  | 0.0 km | 1, 2, 2A, 3, 4, 6, 7, 8, 12, 20A, 23, 26, 46, 47, 68, 74, 76, 78 1031, 1034, 1051, 1369, 1384, 1411 3410, 3770, 3773, 4101, 4102, 4104, 4140, 4145, 4147, 4148, 4150, 4151, 4153, 4155, 4157, 4160, 4161, 4180, 4185, 4186 |
| 1 | Ózd, Hotel Ózd                                                    | 0.6 km | 1, 2, 4, 8, 12, 20, 21, 23 4101, 4102, 4153, 4160, 4161 |
| 2 | Ózd, 48-as utca 8. (↓) Ózd, József Attila utca 3. (↑)             | 1.0 km | 1, 2, 4, 8, 12, 20, 21, 23 4101, 4102 |
| 3 | Ózd, Petőfi tér                                                   | 1.2 km | 1, 2, 4, 8, 12, 20, 21, 23 3410, 3412, 4101, 4102, 4153, 4154, 4157, 4160, 4161 |
| 4 | Ózd, Pázmány út 39.                                               | 1.7 km | 4101, 4102, 4153, 4160, 4161 |
| 5 | Ózd, Pázmány út 150.                                              | 2.6 km | 3410, 3412, 4101, 4153, 4157, 4160, 4161 |
| 6 | Farkaslyuk, Eperjes dűlő                                          | 3.4 km | 4101, 4153, 4160, 4161 |
| 7 | Farkaslyuk, Boroszló telep                                        | 4.1 km | 4101, 4153, 4160, 4161 |
| 8 | Farkaslyuk, idősek otthona (↓) Farkaslyuk, autóbusz-váróterem (↑) | 4.5 km | 3410, 3412, 4101, 4153, 4154, 4157, 4160, 4161 |
| 9 | Farkaslyuk, Vájár út végállomás                                   | 5.1 km | 4101 |